# Four Nations Chess League 2019/20
Die Four Nations Chess League 2019/20 war die 27. Spielzeit der Four Nations Chess League (4NCL), die aufgrund der COVID-19-Pandemie vorzeitig ohne Auf- und Abstieg abgebrochen wurde.
Titelverteidiger ist Guildford A&DC, im Vorjahr waren die zweite Mannschaft des Barbican Chess Club, Cambridge University, Spirit of Atticus und Gonzaga aufgestiegen.
Zu den gemeldeten Mannschaftskadern siehe Mannschaftskader der Four Nations Chess League 2019/20.

## Spieltermine
Die ersten sechs Runden fanden statt am 11. und 12. Januar, 8., 9. und 29. Februar sowie 1. März 2020 und wurden in Daventry ausgerichtet. Dabei wurden am 29. Februar und 1. März 2020 die Wettkämpfe der 1. und 2. Runde gespielt, die ursprünglich für den 9. und 10. November 2019 geplant waren, aber aufgrund der Überschneidung mit dem European Club Cup verlegt wurden. Die Runden 7 bis 11 sollten am 28. und 29. März in Daventry sowie vom 8. bis 10. Mai in Telford stattfinden, wurden aber wegen der COVID-19-Pandemie abgesagt. Die 4NCL gab zunächst bekannt, dass der Wettbewerb in jedem Fall regulär beendet werden soll, die Runden 7 bis 9 sollten vom 29. bis 31. August in Telford ausgetragen werden, die beiden letzten Runden im Oktober oder November 2020. Im Juli 2020 wurden diese Termine abgesagt. Falls die weitere Entwicklung der Pandemie einen regulären Spielbetrieb im Spätherbst erlaubt hätte, wäre die Saison 2019/20 ohne Auf- und Abstieg abgebrochen und im November oder Dezember 2020 die Saison 2020/21 begonnen worden, ansonsten hätte die Saison 2019/20 bis zum Frühjahr 2021 verlängert und regulär beendet werden sollen. Nachdem weder die eine noch die andere Option umgesetzt werden konnte, wurde die Saison ohne Auf- und Abstieg abgebrochen und eine Umstrukturierung zur Saison 2021/22 beschlossen.

## Vorrunde

### Gruppeneinteilung
Die 16 Mannschaften wurden wie folgt in die zwei Vorrunden eingeteilt:
| Pool A                    | Pool B                      |
| ------------------------- | --------------------------- |
| Guildford A&DC I (1)      | Chess.com Manx Liberty (2)  |
| Chessable White Rose (4)  | Cheddleton (3)              |
| Wood Green (6)            | Guildford A&DC II (5)       |
| Barbican Chess Club I (7) | Blackthorne Russia (8)      |
| 3Cs (9)                   | Wood Green Monarchs (10)    |
| Celtic Tigers (12)        | Grantham Sharks (11)        |
| Cambridge University (A2) | Barbican Chess Club II (A1) |
| Spirit of Atticus (A3)    | Gonzaga (A4)                |

Anmerkung: In Klammern ist die Vorjahresplatzierung angegeben, ist dieser ein "A" vorangestellt, so handelt es sich um die Vorjahresplatzierung eines Aufsteigers in der Division 2.

### Pool A

#### Tabelle
| Pl. | Verein                            | Sp | G | U | V | MP   | Brett-P.  |
| --- | --------------------------------- | -- | - | - | - | ---- | --------- |
| 01. | Guildford A&DC I. Mannschaft (M)  | 6  | 6 | 0 | 0 | 12:0 | 42,5:5,5  |
| 02. | Wood Green                        | 6  | 4 | 1 | 1 | 9:3  | 27,0:21,0 |
| 03. | Chessable White Rose              | 6  | 4 | 0 | 2 | 8:4  | 26,5:21,5 |
| 04. | Barbican Chess Club I. Mannschaft | 6  | 3 | 2 | 1 | 7:5  | 24,0:24,0 |
| 05. | Spirit of Atticus (N)             | 6  | 2 | 0 | 4 | 4:8  | 22,0:26,0 |
| 06. | Celtic Tigers                     | 6  | 1 | 1 | 4 | 3:9  | 18,0:30,0 |
| 07. | 3Cs                               | 6  | 1 | 1 | 4 | 3:9  | 17,0:31,0 |
| 08. | Cambridge University (N)          | 6  | 0 | 2 | 4 | 2:10 | 15,0:33,0 |

#### Entscheidungen
| (M) | Meister der letzten Saison    |
| (N) | Aufsteiger der letzten Saison |

#### Kreuztabelle
| Ergebnisse | Ergebnisse                        | 01. | 02. | 03. | 04. | 05. | 06. | 07. | 07. |
| ---------- | --------------------------------- | --- | --- | --- | --- | --- | --- | --- | --- |
| 01.        | Guildford A&DC I. Mannschaft      |     | 7½  | 7   | 7   |     | 6   | 7   | 8   |
| 02.        | Wood Green                        | ½   |     | 5   | 4   | 6½  |     | 6   | 5   |
| 03.        | Chessable White Rose              | 1   | 3   |     | 5½  | 4½  | 6½  | 6   |     |
| 04.        | Barbican Chess Club I. Mannschaft | 1   | 4   | 2½  |     | 4½  | 6   |     | 6   |
| 05.        | Spirit of Atticus                 |     | 1½  | 3½  | 3½  |     | 5   | 2½  | 6   |
| 06.        | Celtic Tigers                     | 2   |     | 1½  | 2   | 3   |     | 5½  | 4   |
| 07.        | 3Cs                               | 1   | 2   | 2   |     | 5½  | 2½  |     | 4   |
| 08.        | Cambridge University              | 0   | 3   |     | 2   | 2   | 4   | 4   |     |

### Pool B

#### Tabelle
| Pl. | Verein                                 | Sp | G | U | V | MP   | Brett-P.  |
| --- | -------------------------------------- | -- | - | - | - | ---- | --------- |
| 01. | Chess.com Manx Liberty                 | 6  | 6 | 0 | 0 | 12:0 | 34,5:13,5 |
| 02. | Grantham Sharks                        | 6  | 4 | 1 | 1 | 9:3  | 26,0:22,0 |
| 03. | Guildford A&DC II. Mannschaft          | 6  | 4 | 0 | 2 | 8:4  | 29,5:18,5 |
| 04. | Wood Green Monarchs                    | 6  | 2 | 1 | 3 | 5:7  | 24,0:24,0 |
| 05. | Cheddleton and Leek Chess Club         | 6  | 1 | 3 | 2 | 5:7  | 23,5:24,5 |
| 06. | Gonzaga (N)                            | 6  | 2 | 1 | 3 | 5:7  | 22,5:25,5 |
| 07. | Blackthorne Russia                     | 6  | 2 | 0 | 4 | 4:8  | 19,5:28,5 |
| 08. | Barbican Chess Club II. Mannschaft (N) | 6  | 0 | 0 | 6 | 0:12 | 12,5:35,5 |

#### Entscheidungen
| (N) | Aufsteiger der letzten Saison |

#### Kreuztabelle
| Ergebnisse | Ergebnisse                         | 01. | 02. | 03. | 04. | 05. | 06. | 07. | 08. |
| ---------- | ---------------------------------- | --- | --- | --- | --- | --- | --- | --- | --- |
| 01.        | Chess.com Manx Liberty             |     | 5½  | 4½  | 5½  | 4½  |     | 7   | 7½  |
| 02.        | Grantham Sharks                    | 2½  |     |     | 5   | 4   | 4½  | 5   | 5   |
| 03.        | Guildford A&DC II. Mannschaft      | 3½  |     |     | 6   | 5½  | 2½  | 5½  | 6½  |
| 04.        | Wood Green Monarchs                | 2½  | 3   | 2   |     | 4   | 6½  |     | 6   |
| 05.        | Cheddleton and Leek Chess Club     | 3½  | 4   | 2½  | 4   |     | 4   | 5½  |     |
| 06.        | Gonzaga                            |     | 3½  | 5½  | 1½  | 4   |     | 3½  | 4½  |
| 07.        | Blackthorne Russia                 | 1   | 3   | 2½  |     | 2½  | 4½  |     | 6   |
| 08.        | Barbican Chess Club II. Mannschaft | ½   | 3   | 1½  | 2   |     | 3½  | 2   |     |